# PRO Právo Respekt Odbornost
PRO Právo Respekt Odbornost (zkratka PRO) je česká pravicová až krajně pravicová nacionalistická politická strana, která byla založena 27. dubna 2022 Jindřichem Rajchlem. Strana vystupuje proti vládě Petra Fialy a Evropské unii a má ambivalentní vztah k Severoatlantické alianci.

## Historie
Strana byla založena Jindřichem Rajchlem, který předtím vystoupil z hnutí Trikolóra. Od června 2022 do června 2023 byl 1. místopředsedou strany právník Tomáš Nielsen, známý svou kritikou proticovidových opatření. Až do 13. února 2025 se strana jmenovala Právo Respekt Odbornost, zkratka PRO 2022.
PRO se již od svého vzniku prezentuje jako silně euroskeptické a protivládní, kritizuje vládu Petra Fialy za asociálnost a přílišnou podporu Ukrajiny během ruské invaze; jednou z hlavních agend strany je také zachování svobody slova, která je podle nich v současné době pošlapávána.
V druhém kole prezidentských voleb v roce 2023 podpořila Andreje Babiše jako kandidáta, „který nepodlézá vládě“.
Strana se aktivně účastní všech demonstrací proti vládě; 11. března 2023 také organizovala v centru Prahy na Václavském náměstí demonstraci Česko proti bídě, u které došlo k incidentu, kdy chtěli demonstranti strhnout ukrajinskou vlajku na Národním muzeu a při tom se dostali do potyčky s policií.
Strana PRO odmítá manželství stejnopohlavních párů a adopci dětí stejnopohlavním párem. Je také proti propagaci LGBT ve školách.
Na jaře 2023 šéf Jindřich Rajchl potvrdil, že PRO kandidovalo v eurovolbách v roce 2024; v té době čítala strana 254 členů a tisíce sympatizujících. Ve volbách do Evropského parlamentu však strana neuspěla, když získala 2,15 procenta hlasů a žádný europoslanecký mandát.
V březnu 2025 strana oznámila, že její členové budou ve sněmovních volbách v roce 2025 kandidovat na kandidátní listině hnutí SPD. V červenci 2025 však strana přijala usnesení vyzývající hnutí SPD k naplnění požadavků na místa na kandidátkách. Kromě předsedy Jindřicha Rajchla totiž podle webu Seznam Zprávy neměla strana těsně před definitivním odesláním kandidátek žádné své zástupce na čelných místech. Nakonec se však strany dohodly na pokračování spolupráce, ačkoliv ještě téhož měsíce v důsledku tohoto rozhodnutí stranu opustila její místopředsedkyně Ivana Turková.

## Volební výsledky

### Senát
| Volby | První kolo | První kolo | Druhé kolo | Druhé kolo | Mandáty | Mandáty | Mandáty | Pozice |
| Volby | Hlasy      | %          | Hlasy      | %          | Zvoleno | Celkem  | ±       | Pozice |
| ----- | ---------- | ---------- | ---------- | ---------- | ------- | ------- | ------- | ------ |
| 2022  | 22 472     | 2,0        | –          | –          | 0/27    | 0/81    | ▬0      | ▬ –    |
| 2024  | 1 828      | 0,2        | –          | –          | 0/27    | 0/81    | ▬0      | ▬ –    |

### Evropský parlament
| Rok  | Číslo | Kandidátů | Hlasů  | Hlasů | Mandáty | Mandáty |
| Rok  | Číslo | Kandidátů | celkem | v %   | získáno | změna   |
| ---- | ----- | --------- | ------ | ----- | ------- | ------- |
| 2024 | 6     | 27        | 63 959 | 2,15  | 0/21    | ▬       |